# NHL 1946./47.
NHL-sezona 1946./47. je bila trideseta sezona NHL-a. 6 momčadi odigrali su 60 utakmica. Pobjednik Stanleyjeva kupa je bila momčad Toronto Maple Leafsa, koja je u finalnoj seriji pobijedila Montreal Canadiense s 4:2.
U ovoj sezoni je došlo do dva rekorda, koja jesu izjednačena, ali do danas nisu nadmašena. Billy Taylor je u pobjedi od 10:6 protiv Chicaga napravio sedam asistencija. Howie Meeker je u svojoj prvoj sezoni uspio dati pet golova u jednoj utakmici. Tako da je on umjesto Gordie Howea dobio nagradu za najboljeg novaka godine.

## Regularna sezona

### Ljestvica
Kratice: P = Pobjede, Po. = Porazi, N = Neriješeno, G= Golovi, PG = Primljeni Golovi, B = Bodovi
|                     | P  | Po. | N  | G   | PG  | B  |
| ------------------- | -- | --- | -- | --- | --- | -- |
| Montreal Canadiens  | 34 | 16  | 10 | 189 | 138 | 78 |
| Toronto Maple Leafs | 31 | 19  | 10 | 209 | 172 | 72 |
| Boston Bruins       | 26 | 23  | 11 | 190 | 175 | 63 |
| Detroit Red Wings   | 22 | 27  | 11 | 190 | 193 | 55 |
| New York Rangers    | 22 | 32  | 6  | 167 | 186 | 50 |
| Chicago Blackhawks  | 19 | 37  | 4  | 193 | 274 | 42 |

### Najbolji strijelci
Kratice: Ut. = Utakmice, G = Golovi, A = Asistencije, B = Bodovi
| Igrač           | Momčad   | Ut. | G  | A  | B  |
| --------------- | -------- | --- | -- | -- | -- |
| Max Bentley     | Chicago  | 60  | 29 | 43 | 72 |
| Maurice Richard | Montreal | 60  | 45 | 26 | 71 |
| Billy Taylor    | Detroit  | 60  | 17 | 46 | 63 |
| Milt Schmidt    | Boston   | 59  | 27 | 35 | 62 |
| Ted Kennedy     | Toronto  | 60  | 28 | 32 | 60 |
| Doug Bentley    | Chicago  | 52  | 21 | 34 | 55 |
| Bobby Bauer     | Boston   | 58  | 30 | 24 | 54 |
| Roy Conacher    | Detroit  | 60  | 30 | 24 | 54 |
| Bill Mosienko   | Chicago  | 59  | 25 | 27 | 52 |
| Woody Dumart    | Boston   | 60  | 24 | 28 | 52 |

## Doigravanje za Stanleyjev kup
Sve utakmice odigrane su 1947. godine.
Prvi i treći kao i drugi i četvrti regularne sezone, u međusobnim susretima, odlučuju o sudioniku finala za Stanleyjev kup.

### Prvi krug
| Montreal Canadiens vs. Boston Bruins | Montreal Canadiens vs. Boston Bruins | Montreal Canadiens vs. Boston Bruins | Montreal Canadiens vs. Boston Bruins | Montreal Canadiens vs. Boston Bruins | Montreal Canadiens vs. Boston Bruins | Montreal Canadiens vs. Boston Bruins |
| Datum                                | Gostujuća momčad                     | Gostujuća momčad                     | Domaćin                              | Domaćin                              | Bilješke                             |                                      |
| ------------------------------------ | ------------------------------------ | ------------------------------------ | ------------------------------------ | ------------------------------------ | ------------------------------------ | ------------------------------------ |
| 25. ožujka                           | Boston                               | 1                                    | 3                                    | Montreal                             |                                      |                                      |
| 27. ožujka                           | Boston                               | 1                                    | 2                                    | Montreal                             | OT°                                  |                                      |
| 29. ožujka                           | Montreal                             | 2                                    | 4                                    | Boston                               |                                      |                                      |
| 1. travnja                           | Montreal                             | 5                                    | 1                                    | Boston                               |                                      |                                      |
| 3. travnja                           | Boston                               | 3                                    | 4                                    | Montreal                             | 2OT°                                 |                                      |
| Montreal pobjeđuje seriju s 4:1.     |                                      |                                      |                                      |                                      |                                      |                                      |

| Toronto Maple Leafs vs. Detroit Red Wings | Toronto Maple Leafs vs. Detroit Red Wings | Toronto Maple Leafs vs. Detroit Red Wings | Toronto Maple Leafs vs. Detroit Red Wings | Toronto Maple Leafs vs. Detroit Red Wings | Toronto Maple Leafs vs. Detroit Red Wings | Toronto Maple Leafs vs. Detroit Red Wings |
| Datum                                     | Gostujuća momčad                          | Gostujuća momčad                          | Domaćin                                   | Domaćin                                   | Bilješke                                  |                                           |
| ----------------------------------------- | ----------------------------------------- | ----------------------------------------- | ----------------------------------------- | ----------------------------------------- | ----------------------------------------- | ----------------------------------------- |
| 26. ožujka                                | Detroit                                   | 2                                         | 3                                         | Toronto                                   | OT°                                       |                                           |
| 29. ožujka                                | Detroit                                   | 9                                         | 1                                         | Toronto                                   |                                           |                                           |
| 1. travnja                                | Toronto                                   | 4                                         | 1                                         | Detroit                                   |                                           |                                           |
| 3. travnja                                | Toronto                                   | 4                                         | 1                                         | Detroit                                   |                                           |                                           |
| 5. travnja                                | Detroit                                   | 1                                         | 6                                         | Toronto                                   |                                           |                                           |
| Toronto pobjeđuje seriju s 4:1.           |                                           |                                           |                                           |                                           |                                           |                                           |

### Finale Stanleyevog Cupa
| Montreal Canadiens vs. Toronto Maple Leafs             | Montreal Canadiens vs. Toronto Maple Leafs | Montreal Canadiens vs. Toronto Maple Leafs | Montreal Canadiens vs. Toronto Maple Leafs | Montreal Canadiens vs. Toronto Maple Leafs | Montreal Canadiens vs. Toronto Maple Leafs |
| Datum                                                  | Gostujuća momčad                           | Gostujuća momčad                           | Domaćin                                    | Domaćin                                    | Bilješke                                   |
| ------------------------------------------------------ | ------------------------------------------ | ------------------------------------------ | ------------------------------------------ | ------------------------------------------ | ------------------------------------------ |
| 8. travnja                                             | Toronto                                    | 1                                          | 0                                          | Montreal                                   |                                            |
| 10. travnja                                            | Toronto                                    | 2                                          | 0                                          | Montreal                                   |                                            |
| 12. travnja                                            | Montreal                                   | 2                                          | 4                                          | Toronto                                    |                                            |
| 15. travnja                                            | Montreal                                   | 1                                          | 2                                          | Toronto                                    | OT°                                        |
| 17. travnja                                            | Toronto                                    | 1                                          | 3                                          | Montreal                                   |                                            |
| 19. travnja                                            | Montreal                                   | 1                                          | 2                                          | Toronto                                    |                                            |
| Toronto pobjeđuje seriji s 4:2 i osvaja Stanleyjev kup |                                            |                                            |                                            |                                            |                                            |

°OT = Produžeci

### Najbolji strijelac doigravanja
Kratice: Ut. = Utakmice, G = Golovi, A = Asistencije, B = Bodovi
| Igrač           | Momčad   | Ut. | G | A | B  |
| --------------- | -------- | --- | - | - | -- |
| Maurice Richard | Montreal | 10  | 6 | 5 | 11 |

## Nagrade NHL-a
| O'Brien Trophy:            | Montreal Canadiens                  |
| Prince of Wales Trophy:    | Montreal Canadiens                  |
| Calder Memorial Trophy:    | Howie Meeker, Toronto Maple Leafs   |
| Hart Memorial Trophy:      | Maurice Richard, Montreal Canadiens |
| Lady Byng Memorial Trophy: | Bobby Bauer, Boston Bruins          |
| Vezina Trophy:             | Bill Durnan, Montreal Canadiens     |

### All Stars momčad
| Prva momčad                         | Pozicija        | Druga momčad                        |
| ----------------------------------- | --------------- | ----------------------------------- |
| Bill Durnan, Montreal Canadiens     | vratar          | Frank Brimsek, Boston Bruins        |
| Ken Reardon, Montreal Canadiens     | obrambeni igrač | Jack Stewart, Detroit Red Wings     |
| Butch Bouchard, Montreal Canadiens  | obrambeni igrač | Bill Quackenbush, Detroit Red Wings |
| Milt Schmidt, Boston Bruins         | centar          | Max Bentley, Chicago Black Hawks    |
| Maurice Richard, Montreal Canadiens | desni napadač   | Bobby Bauer, Boston Bruins          |
| Doug Bentley, Chicago Black Hawks   | lijevi napadač  | Woody Dumart, Boston Bruins         |

## Vanjske poveznice
- hockeydb.com: The Internet Hockey Database

- Hacx.de: Sve ljestvice NHL-a  Arhivirana inačica izvorne stranice od 24. siječnja 2008. (Wayback Machine)